# Голубий (селище)
Голуби́й (рос. Голубой, марій. Голубой) — селище у складі Совєтського району Марій Ел, Росія. Входить до складу Солнечного сільського поселення.

## Населення
Населення — 428 осіб (2010; 430 у 2002).
Національний склад (станом на 2002 рік):
- марі — 78 %